# Céncreas

Mapa de istmo de Corinto.

Céncreas (griego Κεχριές, Kejries) es uno de los dos puertos antiguos de la ciudad de Corinto, en Grecia. 

## Historia
Este puerto antiguo se encontraba a unos 8 km de Corinto, al este de la ciudad, en el Golfo Sarónico, en el mar Egeo. 
Según una tradición, el nombre de los dos puertos de Corinto se debía a dos hijos de Poseidón y Pirene llamados Leques y Cencrias.
Céncreas es mencionado por Tucídides en el marco de la guerra del Peloponeso como base de las tropas corintias  y como punto de partida de las naves de la Liga del Peloponeso.
Pausanias ubica en Céncreas un templo de Afrodita con una estatua de mármol, santuarios de Asclepio e Isis y una estatua de Poseidón de bronce en el muelle. Había un torrente de agua salada y tibia que brotaba desde una roca al que se llamaba "Baño de Helena". También había un templo de Artemisa con una xoana antigua en el camino del istmo a Céncreas.

## Arqueología

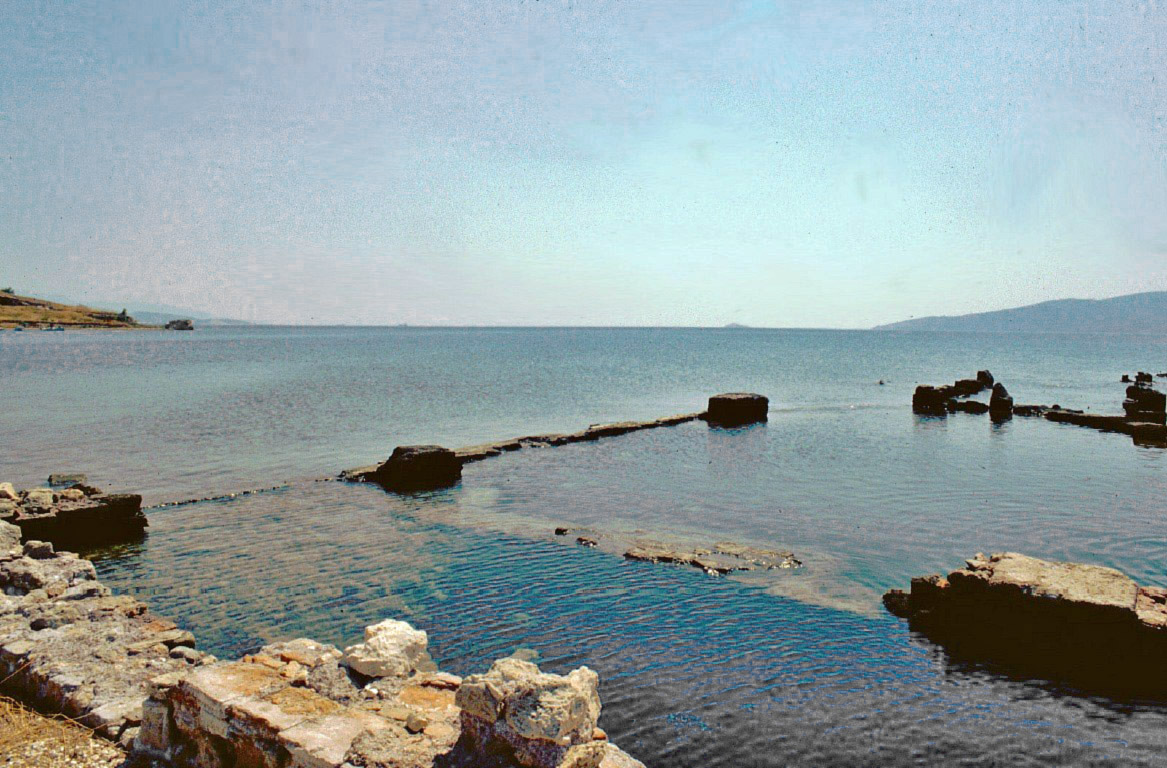
Templo de Isis.

Es un agradable lugar turístico, con una pequeña playa y vestigios medio sumergidos del puerto antiguo, visibles desde la costa. Las excavaciones se han realizado en el pequeño promontorio, al norte de la playa, por arqueólogos estadounidenses. El Museo Arqueológico de Istmia expone los objetos descubiertos en Céncreas.
Estaba abierto a las rutas comerciales del este mediante el Golfo Sarónico, mientras que Lequeo en el Golfo de Corinto, era el punto central de las rutas comerciales que llevaban a Italia y otras partes de Europa occidental. Situado en la costa este del istmo, estaba situada en el cruce natural entre los barcos que arribaban del este y del tráfico por vía terrestre del norte y del sur, entre Grecia Central y el Peloponeso. Su origen se desconoce, pero la ciudad debió estar habitada desde tiempos remotos, probablemente desde tiempos prehistóricos, con su puerto natural de aguas profundas, que permitía a los buques mercantes el desembarco. La región estaba dotada de abundantes recursos de agua, sobre una base maciza de la caliza olítica, que proporcionaba una excelente piedra de construcción. Disponía de varias posiciones defendibles, que ofrecían buenos puntos de observación. El nombre del sitio parece derivar de la palabra griega para el número mil.
Las primeras fuentes escritas sobre Céncreas son un epitafio del periodo arcaico tardío (finales del siglo VI-principios del siglo V a. C.), y hay  referencias en los escritos históricos y geográficos desde la época clásica. Revelan el establecimiento permanente e instalaciones portuarias fortificadas. Pocos vestigios arqueológicos sobreviven de este primer establecimiento, pero parece que estuvo situado al este de la costa moderna, a lo largo de la cresta que bordea la ciudad actual de su mismo nombre, al norte.

## Referencia bíblica

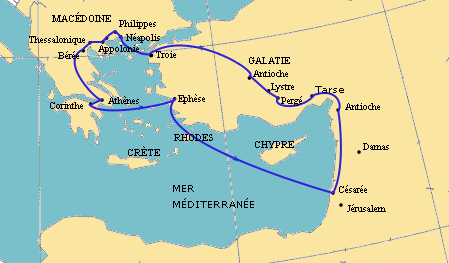
Segundo viaje de Pablo de Tarso.

La Biblia dice que el apóstol Pablo se hizo rasurar la cabeza y se embarcó aquí para viajar a Siria.
En la epístola a los Romanos se menciona a Febe como diaconisa de Céncreas.